# Харгривс (лунный кратер)
Кратер Харгривс (лат. Hargreaves) —  небольшой ударный кратер в восточной экваториальной части видимой стороны Луны. Название присвоено в честь британского астронома Фредерика Джеймса Харгривса (1891—1970) и утверждено Международным астрономическим союзом в 1979 г. 

## Описание кратера

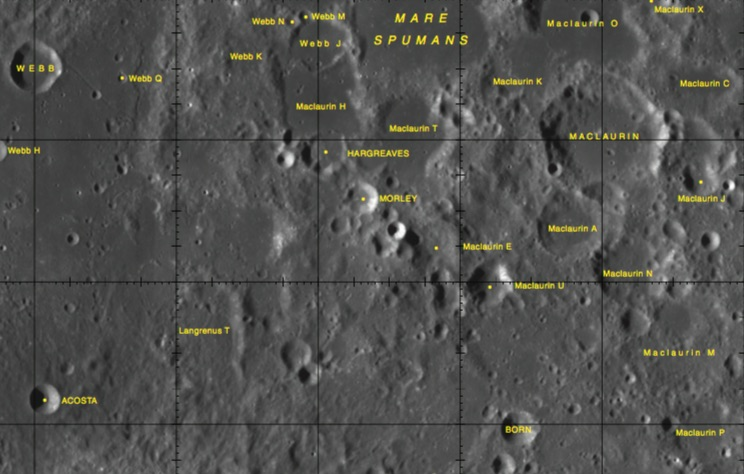
Окрестности кратера Харгривс. Фрагмент карты LAC-74.

Ближайшими соседями кратера Харгривс являются кратер Уэбб на западе-северо-западе; кратер Поморцев на северо-востоке; кратер Маклорен на востоке и кратер Морли на юго-востоке. На севере от кратера находится Море Пены; на западе Море Изобилия. Селенографические координаты центра кратера 2°11′ ю. ш. 64°05′ в. д. / 2,18° ю. ш. 64,09° в. д., диаметр 18,0 км, глубина 1550 м.
Кратер Харгривс имеет полигональную форму и значительно разрушен. Северная часть вала почти полностью разрушена, таким образом чаша кратера Харгривс соединена с чашей сателлитного кратера Маклорен H, оба кратера затоплены лавой.
До получения собственного наименования в 1979 г. кратер имел обозначение Маклорен S (в системе обозначений так называемых сателлитных кратеров, расположенных в окрестностях кратера, имеющего собственное наименование).

## Сателлитные кратеры
Отсутствуют.

## См.также
- Список кратеров на Луне
- Лунный кратер
- Морфологический каталог кратеров Луны
- Планетная номенклатура
- Селенография
- Минералогия Луны
- Геология Луны
- Поздняя тяжёлая бомбардировка